# Aframomum elliottii
Aframomum elliottii är en enhjärtbladig växtart som först beskrevs av John Gilbert Baker, och fick sitt nu gällande namn av Karl Moritz Schumann. Aframomum elliottii ingår i släktet Aframomum och familjen Zingiberaceae. Inga underarter finns listade i Catalogue of Life.